# Asterix och goterna
Asterix och goterna (fr. Astérix chez les Goths) är det tredje seriealbumet om Asterix. Manuset är skrivet av René Goscinny och tecknat av Albert Uderzo. Den första utgåvan på franska i seriealbumversion publicerades 1963, efter att serierna ursprungligen publicerats 18 maj 1961 – 2 februari 1962.

## Handling
De galliska druiderna träffas årligen i Carnuter-skogen och Asterix och Obelix ledsagar Miraculix till skogen. Samtidigt som de är på väg dit korsar en grupp goter under ledning av Kalle Balik den romerska gränsen limes, även de på väg till Carnuter-skogen för att ta tillfånga en druid som kan tillreda en magisk dryck som kan hjälpa goterna att invadera Gallien och Romarriket.
Under mötet utses Miraculix till Årets druid tack vare sin speciella trolldryck. När mötet är slut kidnappas han genast av goterna. Asterix och Obelix ger sig ut för att leta men även romerska patruller letar efter goterna och patrullerna tror att Asterix och Obelix är den gotiska horden de letar efter. De galliska hjältarna klär då ut sig till romerska soldater och bland de romerska patrullerna utbryter då total förvirring när romarna griper varandra.
Asterix och Obelix tar sig till Germanien. Miraculix sitter inlåst i en bur och hövdingen Herr Aldik kräver att han tillreder sin magiska dryck. Miraculix vägrar förstås men den gotiske tolken Von Etik översätter Miraculix kategoriska "nej" till ett rungande "ja", rädd för att även han annars ska bli dödad.
Von Etik försöker fly men grips. När Asterix och Obelix tar sig in i den gotiska byn blir även de gripna och sätts i samma cell som tolken. Denne berättar så småningom var Miraculix finns. Där låtsas de bli tillfångatagna och tas till Herr Aldik som även har Miraculix hos sig. Miraculix avslöjar att han talar perfekt gotiska, och att Von Etik har ljugit hela tiden. Alla fyra kastas in i dödscellen - men Miraculix ber Herr Aldik att de ska få laga till gallisk soppa innan avrättningen. Soppan är förstås trolldrycken och vid avrättningen kan Von Etik tack vare sin styrka ge Herr Aldik storstryk och blir ny hövding. Herr Aldik kastas ner i cellen men senare får även han smaka på trolldrycken och fullt krig utbryter mellan de två hövdingarna som båda druckit trolldryck.
Gallerna lämnar därefter den gotiska byn men de passar på att låta massor av goter få smaka trolldrycken. Med magiska krafter uppväcks gotens ärelystnad och envar samlar ihop en armé för att ta makten. "Alla är jämspelta och kommer att fortsätta att slåss i flera sekler... De får inte tid att invadera sina grannländer" förklarar Miraculix. Därefter återvänder de hem där historien slutar med ett regelrätt kalas mitt i byn.

## Övrigt
- En belgisk druid demonstrerar en trolldryck som gör att man blir okänslig för smärta (och värme). Efter att ha intagit denna trolldryck kan man plocka kokande pommes frites ur frityrgrytan med bara händerna. Men potatisen kom till Europa långt senare, efter det att Christofer Columbus reste till Amerika, således en av alla anakronismer som förekommer i Asterix-äventyren. På franska språket kan "pommes" betyda både potatis och äpple.
- När någon talar det gotiska språket är detta skrivet med frakturstil. (Detta för att lättare illustrera att gallerna och goterna inte förstår varandras språk)
- De västtyska utgivarna av Asterix fick bekymmer när detta tredje album kom. De hade dittills låtit översätta serien så att den handlade om de gamla germanernas kamp mot Rom, "Siggi und Babarras". Med viss ansträngning lyckades de göra om huvudpersonerna till östgoter och västgoter. Goscinny protesterade och krävde en mer respektfull översättning. (Se tyska Wikipedia: http://de.wikipedia.org/wiki/Siggi_und_Babarras)